# 阿布哈兹人民议会
阿布哈兹人民议会是阿布哈兹的国家立法机关。阿布哈兹人民议会实行一院制，由35名议员组成。